# Западни Словени
Западни Словени су група словенских народа који насељавају подручје централне Европе. Државе у којима Западни Словени чине већину становништва су Пољска, Чешка и Словачка.

## Западнословенски народи
- Пољаци (Пољска)
- Чеси (Чешка)
- Словаци (Словачка)[1]

Остатке некадашњих прибалтичких Словена представљају мале народне заједнице са својим језичким и културно-историјским посебностима, које су векове провеле одвојено од словенске матице, углавном у саставу немачких земаља, нарочито Пруске:
- Лужички Срби
- Кашуби
- Шлезијци
- Мазурци
- Словинци[2]

У Чешкој, део становништва Морављани, има свест која нагиње ка национално посебној, иако је оправдање тога у чисто историјском смислу вишевековног постојања Моравске као самосталне покрајине.